# Аталая (Панама)
Аталая (ісп. Atalaya) — селище в Панамі. Розташоване у однойменному районі провінції Верагуас. За даними 2010-го року населення складало 4924 осіб.

## Клімат
Містечко знаходиться у зоні, котра характеризується мусонним кліматом. Найтепліший місяць — квітень із середньою температурою 27.8 °C (82 °F). Найхолодніший місяць — грудень, із середньою температурою 25 °С (77 °F).
| Клімат Аталаї           | Клімат Аталаї | Клімат Аталаї | Клімат Аталаї | Клімат Аталаї | Клімат Аталаї | Клімат Аталаї | Клімат Аталаї | Клімат Аталаї | Клімат Аталаї | Клімат Аталаї | Клімат Аталаї | Клімат Аталаї | Клімат Аталаї |
| Показник                | Січ.          | Лют.          | Бер.          | Квіт.         | Трав.         | Черв.         | Лип.          | Серп.         | Вер.          | Жовт.         | Лист.         | Груд.         | Рік           |
| Середня температура, °C | 26            | 26            | 27            | 28            | 27            | 26            | 26            | 26            | 26            | 26            | 26            | 25            | 26            |
| Норма опадів, мм        | 34            | 5             | 8             | 105           | 344           | 299           | 234           | 366           | 356           | 411           | 267           | 74            | 2502          |
| ----------------------- | ------------- | ------------- | ------------- | ------------- | ------------- | ------------- | ------------- | ------------- | ------------- | ------------- | ------------- | ------------- | ------------- |
| Джерело: Weatherbase    |               |               |               |               |               |               |               |               |               |               |               |               |               |